# Enuma Anu Enlil

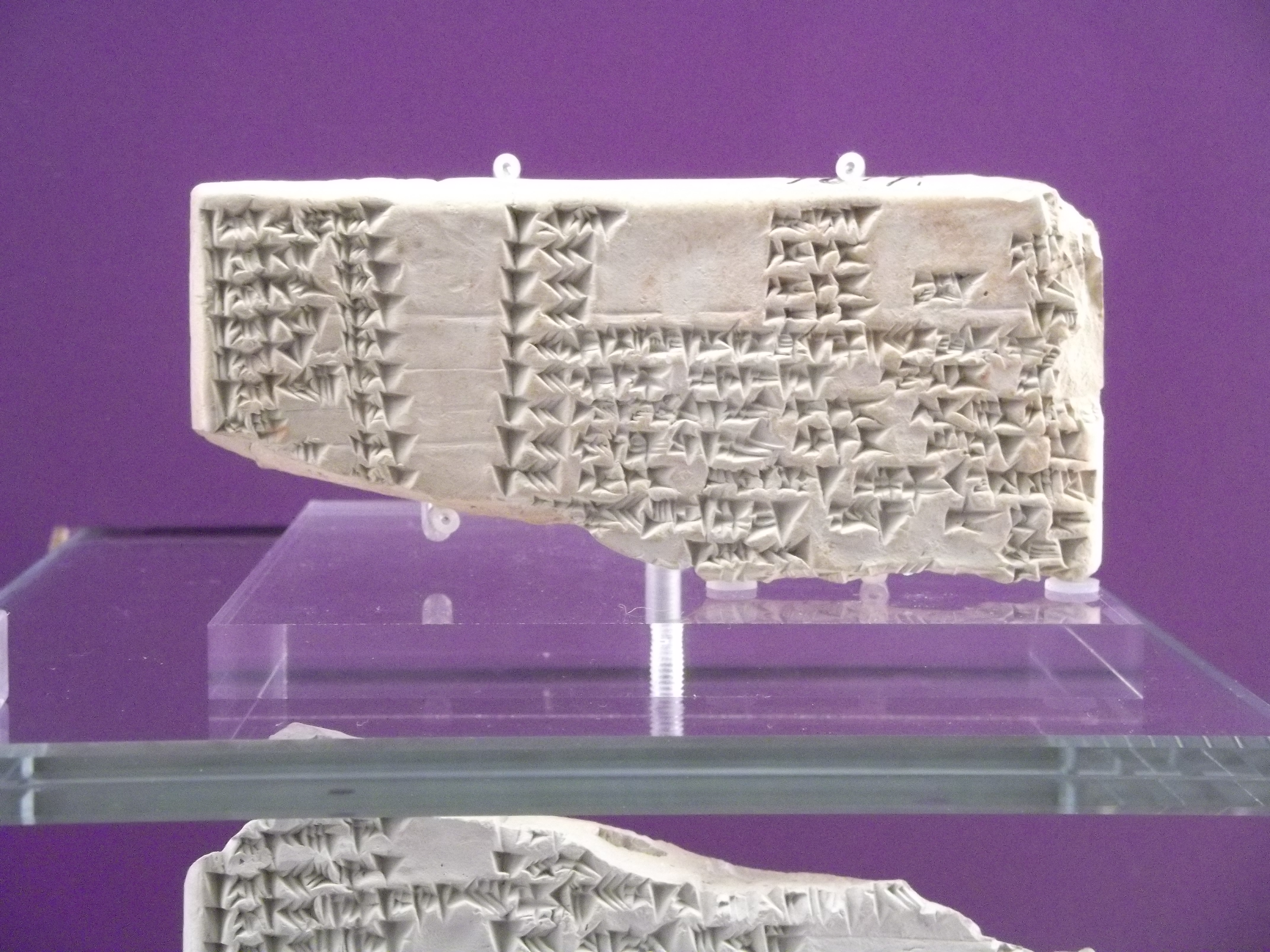
Tontafelfragment über die Mondfinsternis von 194 v. Chr. aus Uruk, VAT 7814

Als Enuma Anu Enlil (auch EAE) wird eine Sammlung von etwa 7.000 babylonischen Omina-Texten bezeichnet. Die Keilschrifttafeln liegen in 70 Serienzuordnungstexten vor. Enuma Anu Enlil bedeutet Als [die Götter] Anu und Enlil [...].

## Herkunft der Tafeln
Die größte Anzahl der Keilschrifttexte fanden die Archäologen in der Bibliothek des Aššurbanipal und in Babylon. Die ältesten Texte reichen bis in die erste altbabylonische Dynastie zurück. Weitere Bearbeitungen folgten während der Eroberung Babyloniens durch die Kassiten in der Zeit von etwa 1670 bis 1154 v. Chr., bevor sie um 1000 v. Chr. nochmals kopiert wurden.
49 Tafeln gelangten im dritten Jahrhundert v. Chr. als Abschrift nach Indien. Auf 194 v. Chr. wird die jüngste Tafel datiert. Die letzten erhaltenen älteren Tafeln gelangten in den Anfängen des Christentums erneut nach Indien.

## Inhalt

### Omina-Texte
Die Historiker vermuten, dass die astronomischen Beobachtungen und Aufzeichnungen zunächst mit den Mondfinsternissen begannen und kurz darauf ein erster kleinerer Omina-Katalog entstand. Der endgültige Durchbruch wurde wahrscheinlich durch sich erfüllende Vorhersagen erreicht. So ist in den ältesten Tafeln die Mondfinsternis als Warnsignal vermerkt: Wenn jemand eine Mondfinsternis beobachtet, stirbt kurze Zeit später der König von Akkad und sein Sohn wird als neuer König nachfolgen. In der babylonischen Geschichte erfüllte sich diese Prophezeiung dreimal, wobei der Sohn des Königs nach dem Tod seines Vaters die Herrschaft übernahm, nachdem unmittelbar zuvor eine Mondfinsternis beobachtet wurde.
Andere negative Vorzeichen des Mondes veranlassten die Priesterschaft zu
rituellen Opfern, um das vermeintlich bevorstehende Unglück abzuwenden. Auch nicht sichtbare heliakische östliche Aufgänge von Sternen waren in den Vorhersage-Katalog eingeschlossen: Wenn A am ersten Morgen des ersten Monats nicht zu sehen ist, wird im Lande Elam die Jahresernte schlecht ausfallen und die Eltern müssen vom Verkaufserlös ihrer Kinder leben.

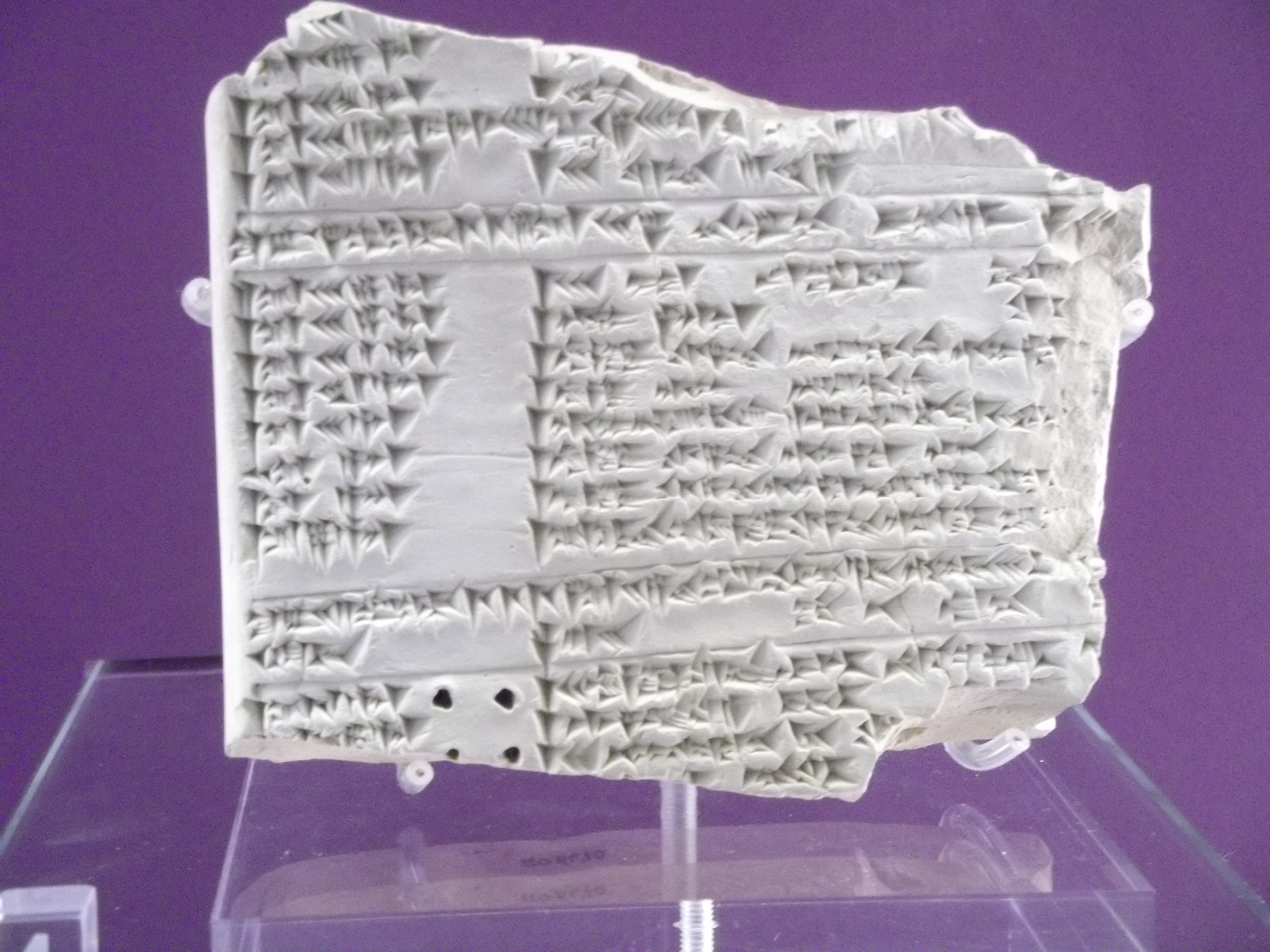
Fragment auf einer Tontafel mit Bericht Mondfinsternis 194 v. Chr., Uruk, Louvre AO 6470

### Themengebiete
Die 70 Tafeln sind nach Themenbereichen unterteilt:
- Tafeln 1 bis 13: Allgemeine Mondbeobachtungen in Verbindung seiner Konstellation zu den Sternen und Planeten für verschiedene Tage im Monat.
- Tafel 14: Ohne Omina-Vermerke, dafür Tabellen mit den Sichtbarkeitsdauern des Mondes.
- Tafeln 15 bis 22: Ominatexte für die Dauer der Mondfinsternisse
- Tafeln 23 bis 29: Aufzeichnungen über die Farbveränderungen der Sonne sowie die sich dadurch ergebenden veränderten Wetterbedingungen.
- Tafeln 30 bis 39: Beobachtungen von Sonnenfinsternissen.
- Tafeln 40 bis 49: Wetterphänomene, Erdbeben, Gewitter und andere Naturkatastrophen.
- Restliche Tafeln: Stern- und Planetenkonstellationen. Besondere Ereignisse und Zyklen, beispielsweise Venusbeobachtungen.[3]